# روزانا مورادیان
روزانا کاراپتی مورادیان (ارمنی: Ռուզաննա Կարապետի Մուրադյան؛ زادهٔ ۲۸ ژوئن ۱۹۶۳) یک سیاستمدار اهل ارمنستان است که از تاریخ ۲۰۱۲ تا تاریخ ۲۰۱۸ سمت نمایندگی دوره‌های پنجم و ششم مجلس ملی جمهوری ارمنستان را برعهده داشت.

## زندگی‌نامه
در ۲۸ ژوئن ۱۹۶۳ در ایروان به دنیا آمد و از دانشگاه دولتی علوم پرورشی خاچاطور آبوویان ارمنستان فارغ‌التحصیل شد. 